# رینکون (بازیکن فوتبال)
رینکون بازیکن فوتبال اهل برزیل است 